# Cosme Almedilla

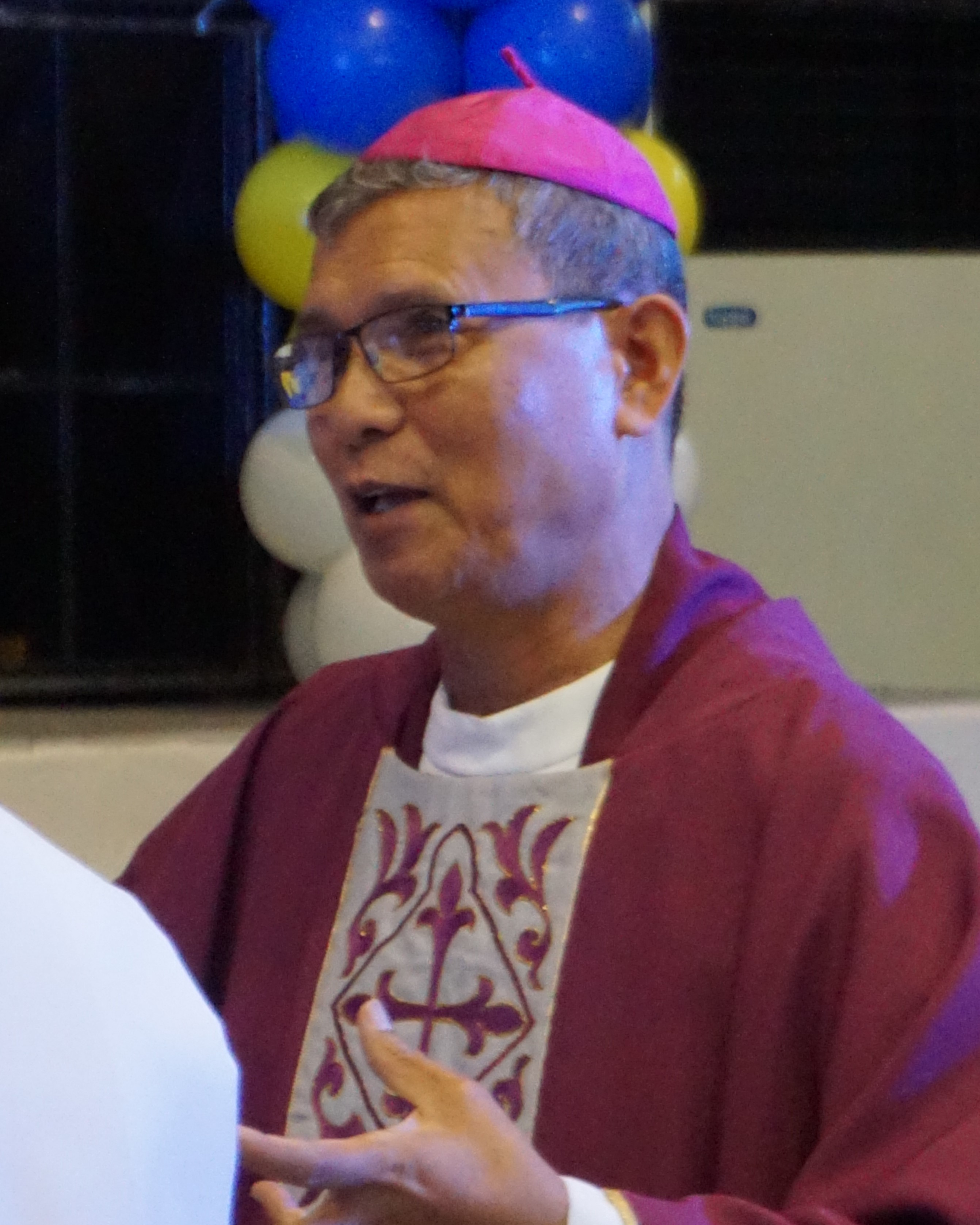
Cosme Almedilla, 2019

Cosme Damian Racines Almedilla (* 27. September 1959 in Capayas (Gemeinde San Miguel), Bohol, Philippinen) ist ein philippinischer Geistlicher und römisch-katholischer Bischof von Butuan.

## Leben
Cosme Almedilla empfing am 4. August 1987 das Sakrament der Priesterweihe.
Am 25. März 2019 ernannte ihn Papst Franziskus zum Bischof von Butuan. Der Erzbischof von Cagayan de Oro, Antonio Ledesma SJ, spendete ihm am 25. Juni desselben Jahres die Bischofsweihe; Mitkonsekratoren waren der Bischof von Malaybalay, José Araneta Cabantan, und der Bischof von Talibon, Daniel Patrick Parcon.